# طالب عسكري

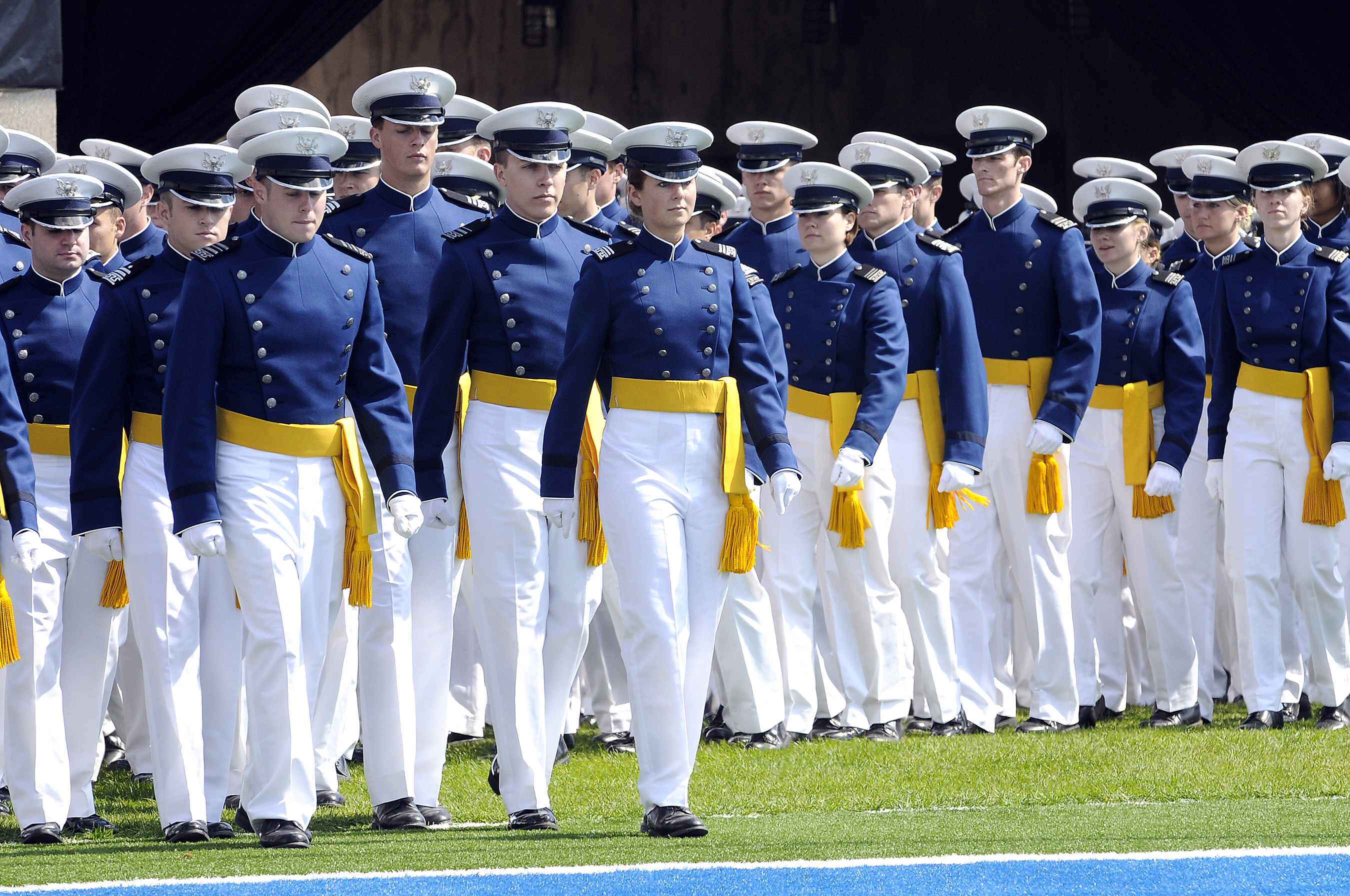
طلاب أكاديمية القوات الجوية الأمريكية يسيرون عند التخرج.

الطالب العسكري (بالإنجليزية: cadet) هو متدرب. يستخدم المصطلح بشكل متكرر للإشارة إلى تلك التدريبات التي يتلقاها فرد ليصبح ضابطًا في الجيش،  غالبًا ما يكون متدربًا مبتدئًا. قد يختلف معناها بين الدول. يستخدم المصطلح أيضًا في السياقات المدنية وكإحدى السمات العامة.

## تأثيل
يأتي المصطلح من المصطلح الفرنسي «كاديت» للأبناء الأصغر سنا لعائلة نبيلة.

## السياق العسكري

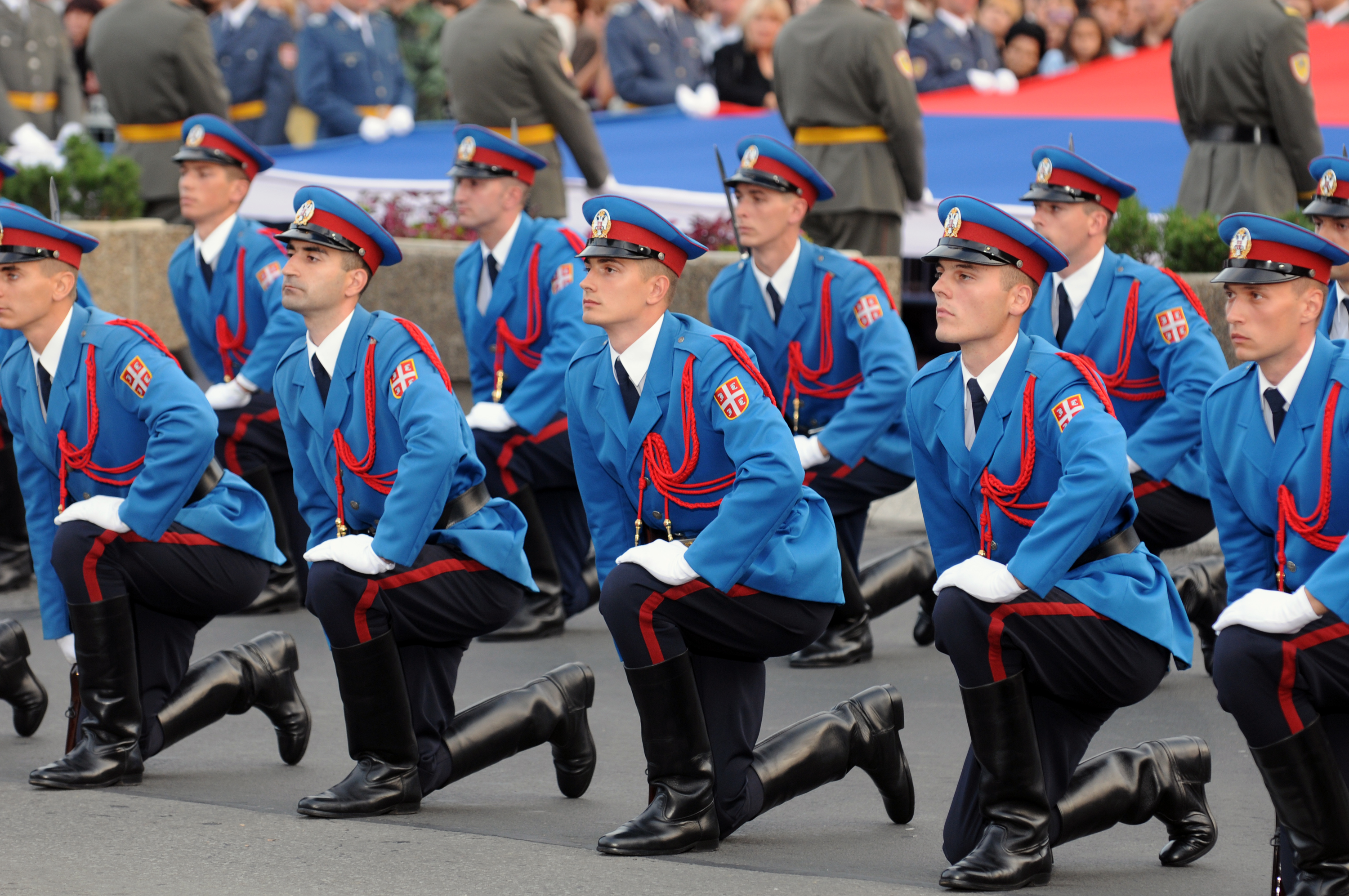
طلاب ضباط من القوات المسلحة الصربية

في بلدان الكومنولث، بما في ذلك المملكة المتحدة، يعد المتدرب عضوًا في إحدى قوات المتدربين.
| تعيين           | طالب عسكري ضابط نائب حتى عام 1908 | طالب عسكري ضابط نائب حتى عام 1908 | فانريك 1908-1918 | فانريك 1908-1918 |
| طوق شارة الرتبة |                                   |                                   |                  |                  |
| --------------- | --------------------------------- | --------------------------------- | ---------------- | ---------------- |
| وصف الرتبة      | Kadett-Offizierstellvertreter     | Kadett-Offizierstellvertreter     | Fähnrich         | Fähnrich         |
| (الهنغارية)     | (Hadapród-Tiszthelyettes)         | (Hadapród-Tiszthelyettes)         | (Zászlós)        | (Zászlós)        |

## روابط خارجية
- فيلق المتطوعين كاديت ( قوات البحرية الملكية الملكية البحرية)
- مجتمع عبر الإنترنت للطلاب في المملكة المتحدة!
- EtymologyOnLine
- كاديت جيش الولايات المتحدة
- كاديت الجيش في إكستر وشرق ديفون
- الولايات المتحدة البحرية كاديت فيلق فيلق
- المملكة المتحدة كاديت فيلق البحر نسخة محفوظة 8 مارس 2005 على موقع واي باك مشين.
- بلايموث سي كاديت
- iPoliceCadet.com
- حركة الكاديت الكندية
- Web Cadet Corps: Online International Cadet Organization circa 1996 نسخة محفوظة 18 أبريل 2010 على موقع واي باك مشين.
- موقع كاديت الأسترالي
- دورية الطيران المدني
- رابطة الكاديت السويسرية
- جمعية Verkehrskadetten السويسرية
- ألفا شركة رويال مارينز كاديتس